# Dominique Arnold
Dominique Arnold (Estados Unidos, 14 de septiembre de 1973) es un atleta estadounidense especializado en la prueba de 60 m vallas, en la que consiguió ser medallista de bronce mundial en pista cubierta en 2006.

## Carrera deportiva
En el Campeonato Mundial de Atletismo en Pista Cubierta de 2006 ganó la medalla de bronce en los 60 m vallas, llegando a meta en un tiempo de 7.52 segundos, tras su paisano estadounidense Terrence Trammell (oro con 7.43 segundos) y el cubano Dayron Robles (plata con 7.46 segundos).